# Nalpur
Nalpur (ook wel Alpur genoemd) is een census town in het district Haora van de Indiase staat West-Bengalen.

## Demografie
Volgens de Indiase volkstelling van 2001 wonen er 5.644 mensen in Nalpur, waarvan 50% mannelijk en 50% vrouwelijk is. De plaats heeft een alfabetiseringsgraad van 61%.